# Tetrastigma dubium
Tetrastigma dubium är en vinväxtart som först beskrevs av Marmaduke Alexander Lawson och fick sitt nu gällande namn av Jules Émile Planchon. 
Tetrastigma dubium ingår i släktet Tetrastigma och familjen vinväxter. Inga underarter finns listade i Catalogue of Life.